# Viborgbatoliten

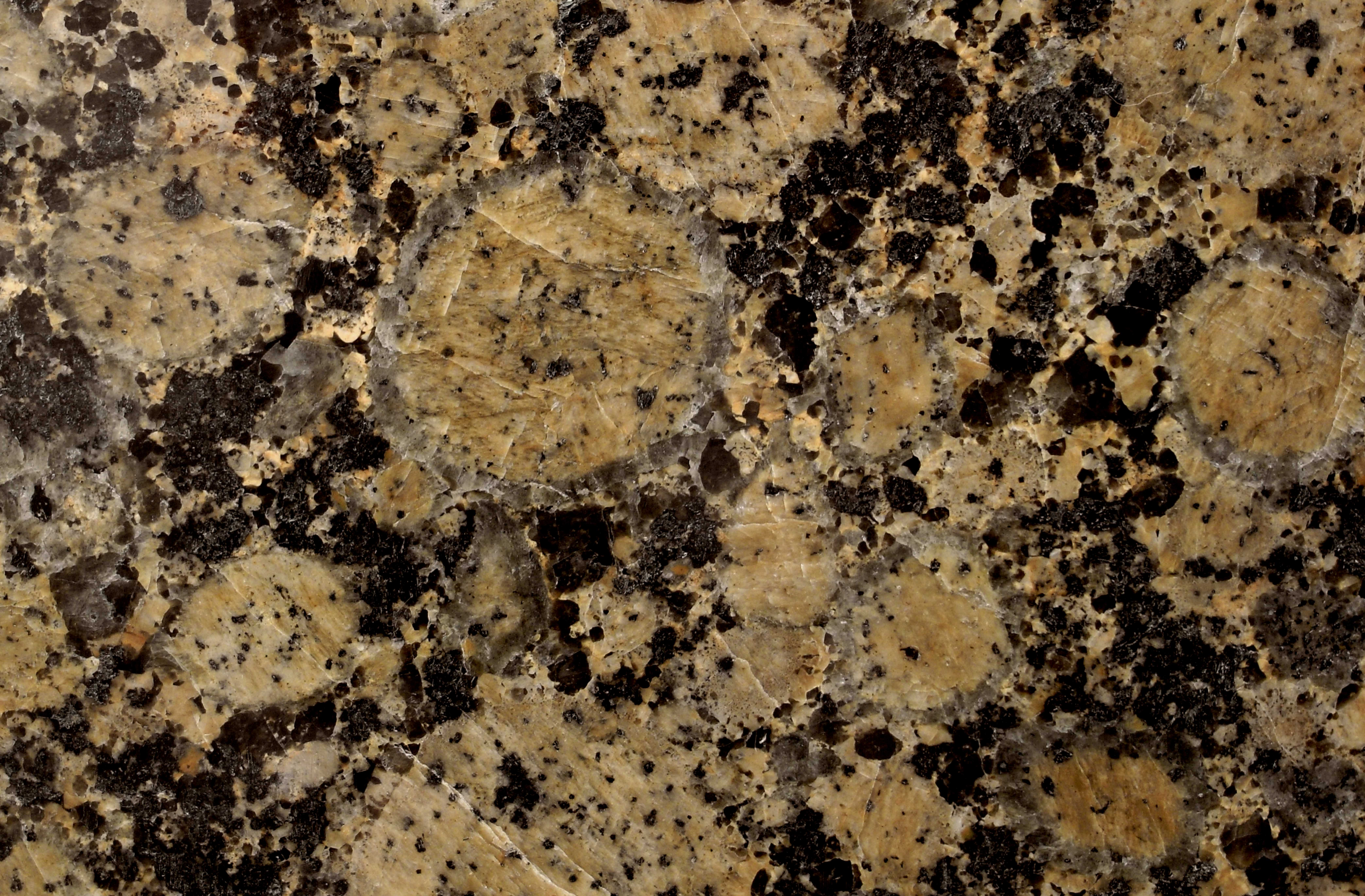
Viborgit

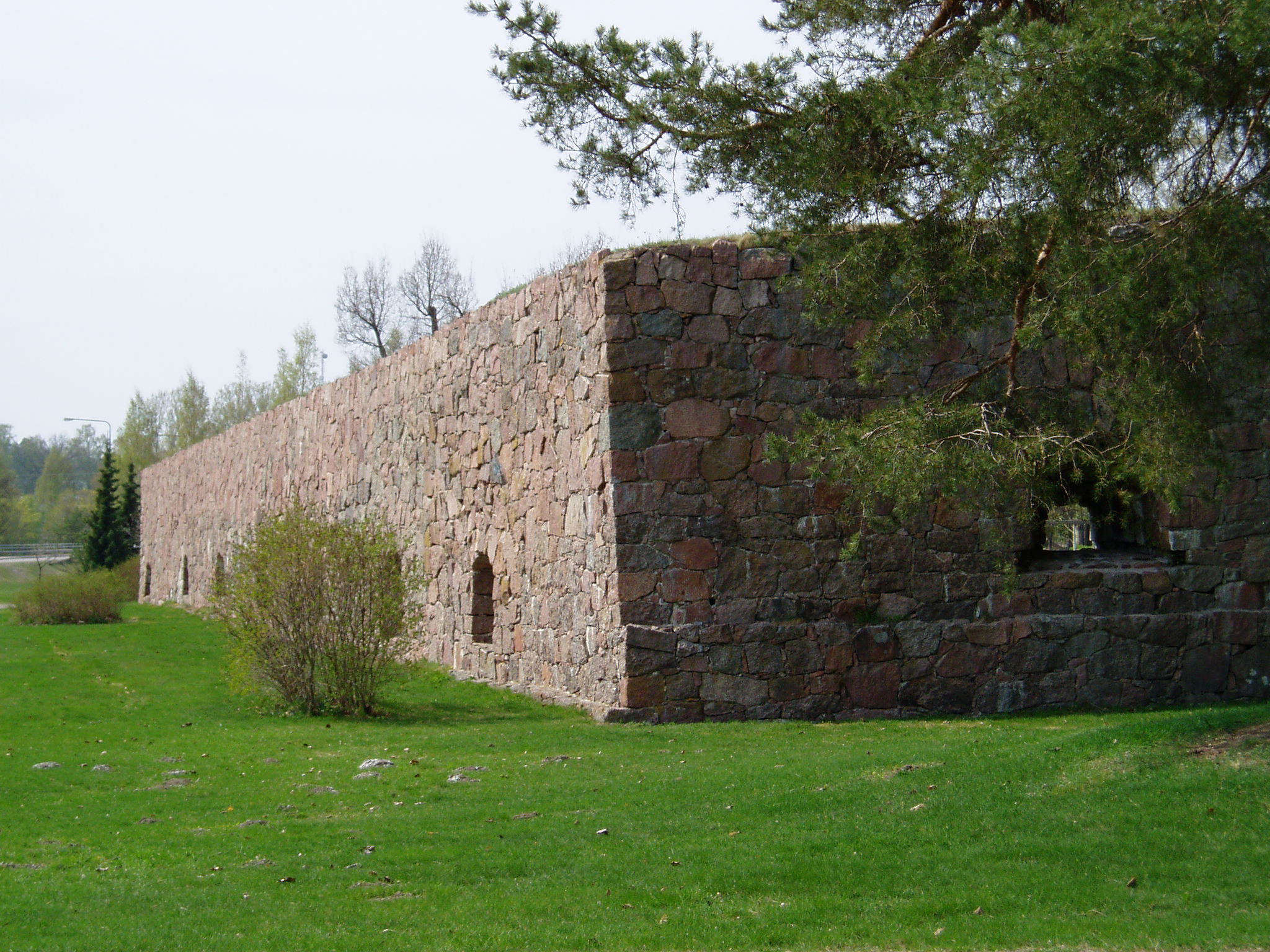
Befästning i Lovisa, byggd 1747–1775 av lokala jämnkorniga och porfyriska rapkivigraniter

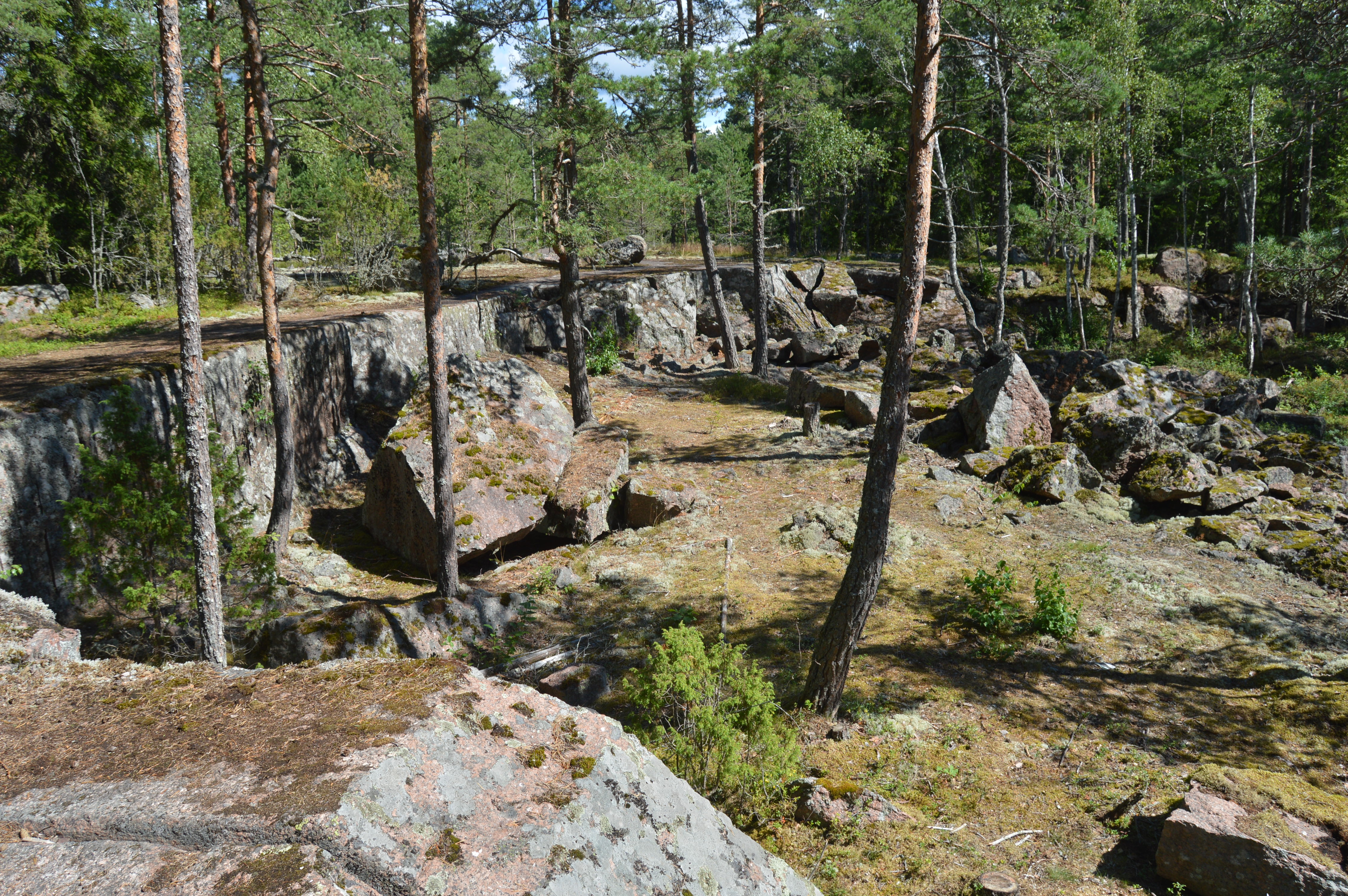
Pyterlahti stenbrott med tidigare brytning av pyterlit, 2020

Viborgbatoliten är en batolit i sydöstra Finland och in en bit på Karelska näset i Ryssland, vid och i Finska viken. Den täcker ungefär 18.000 kvadratkilometer, varav 12 000 i sydvästra Finland och har en längsta utsträckning på uppemot 200 kilometer i både öst-västlig och nord-sydlig riktning. Bergarterna i batoliten är drygt 1,6 miljarder år gamla. 
Viborgbatoliten består huvudsakligen av sju bergarter: viborgit, mörk viborgit, pyterlit, porfyrisk rapakivigranit, jämnkornig rapakivigranit, mörk rapakivigranit och aplitisk rapakivigranit. Viborgiten täcker den större delen av batolitområdet i Finland, medan de andra rapakivivarianterna huvudsakligen finns i ganska små intrusioner. 
Vid slutet av 1700-talet började stora mängder sten brytas i Viborgbatoliten för att användas i anläggningen av den närbelägna ryska huvudstaden Sankt Petersburg. Röd granit, pyterlit, av olika varianter från de då svenska kommunerna Vederlax och Fredrikshamn användes för att där bygga broar, springbrunnar, byggnadsgrunder, kajer och göra gatubeläggning. Sedan dess har Viborgbatoliten varit en viktig tillgång för finländsk stenindustri. Produktionen ökade också på 1970-talet med exploateringen av brun rapakivigranit – med handelsnamnet "Baltic Brown" – i den tidigare kommunen Ylämaa, grannkommun till Vederlax. 